# Eopengornis martini
Eopengornis martini — вид енанціорнисових птахів родини Pengornithidae. Вид існував на початку крейдяного періоду (136–130 млн років тому). Скам'янілі рештки виду знайдені у відкладеннях формування Huajiying у провінції Хебей у Китаї. Голотип STM24-1 складається з майже повного відбитка птаха на кам'яні плити.